# IC 2130
IC 2130 ist eine Balken-Spiralgalaxie vom Hubble-Typ SBd im Sternbild Lepus am Südsternhimmel. Sie ist schätzungsweise 74 Millionen Lichtjahre von der Milchstraße entfernt.
Das Objekt wurde am 13. Oktober 1896 von Lewis Swift entdeckt.